# Tumore cutaneo
Con tumore cutaneo si intende una ampia gamma di lesioni e alterazioni della pelle di natura neoplastica, cioè caratterizzate da una abnorme crescita cellulare, svincolata dai normali meccanismi di controllo dell’organismo. 
La proliferazione (divisione cellulare) è un processo fisiologico che ha luogo in quasi tutti i tessuti cutanei e in innumerevoli circostanze.
Normalmente esiste un equilibrio tra proliferazione e morte cellulare programmata (apoptosi). Le mutazioni nel DNA che conducono al tumore portano a perturbare questi processi ordinati: questo dà luogo a una divisione cellulare incontrollata e alla formazione del tumore. Il processo di trasformazione di una cellula normale in cellula neoplastica avviene attraverso varie tappe, con il concorso di anomalie genetiche, funzionali e morfologiche.
Nella pelle, considerando sia cute sia sottocute, oltre ai tumori cutanei si possono presentare innumerevoli alterazioni infiammatorie, neoformative non tumorali o simil-tumorali che possono manifestarsi con lesioni simili ai tumori cutanei. 

## Etimologia
In senso lato con tumore e neoplasia si possono intendere anche lesioni proliferative simil-tumorali benigne, come alcune cisti e papillomi cutanei.

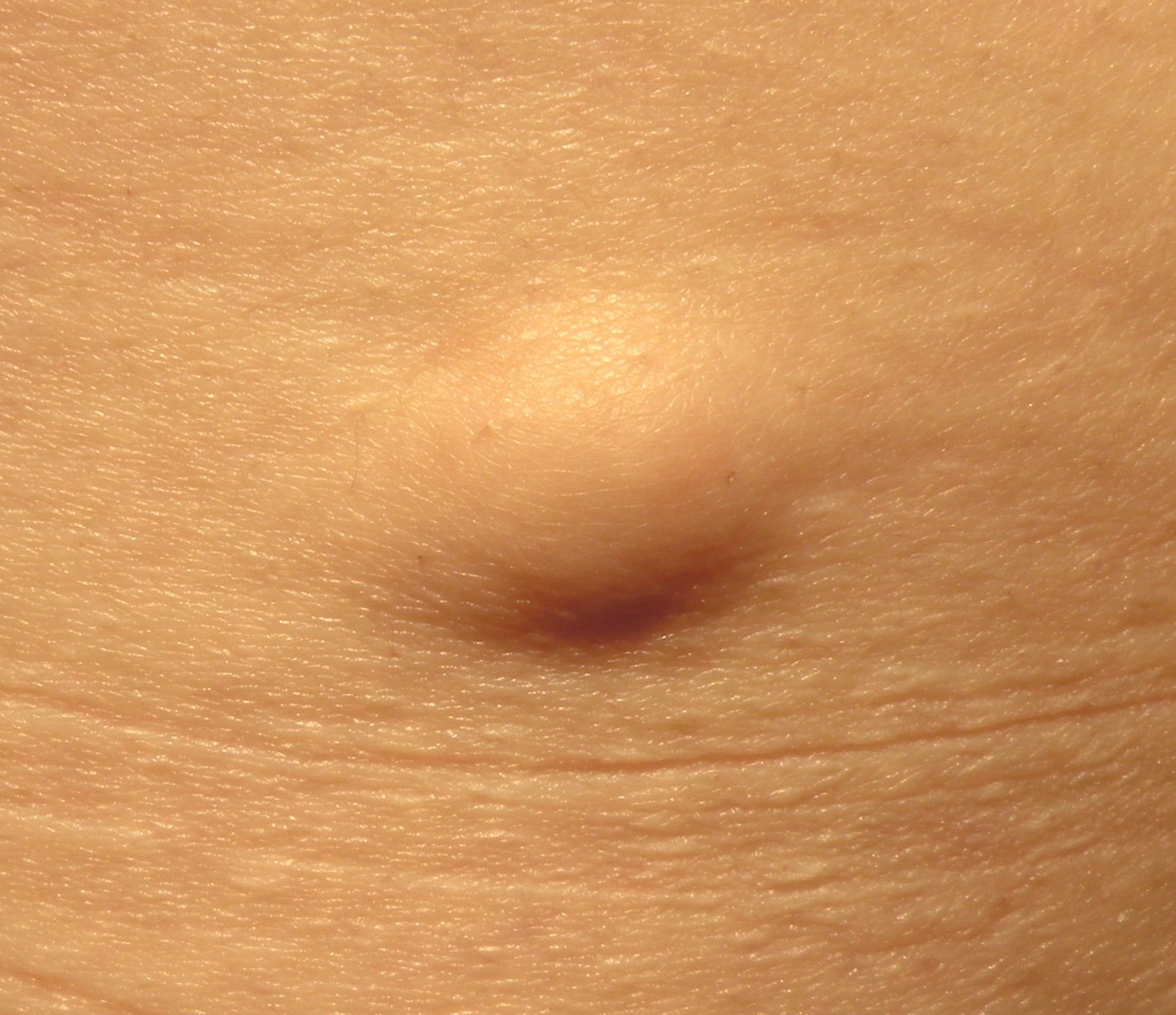
Lipoma

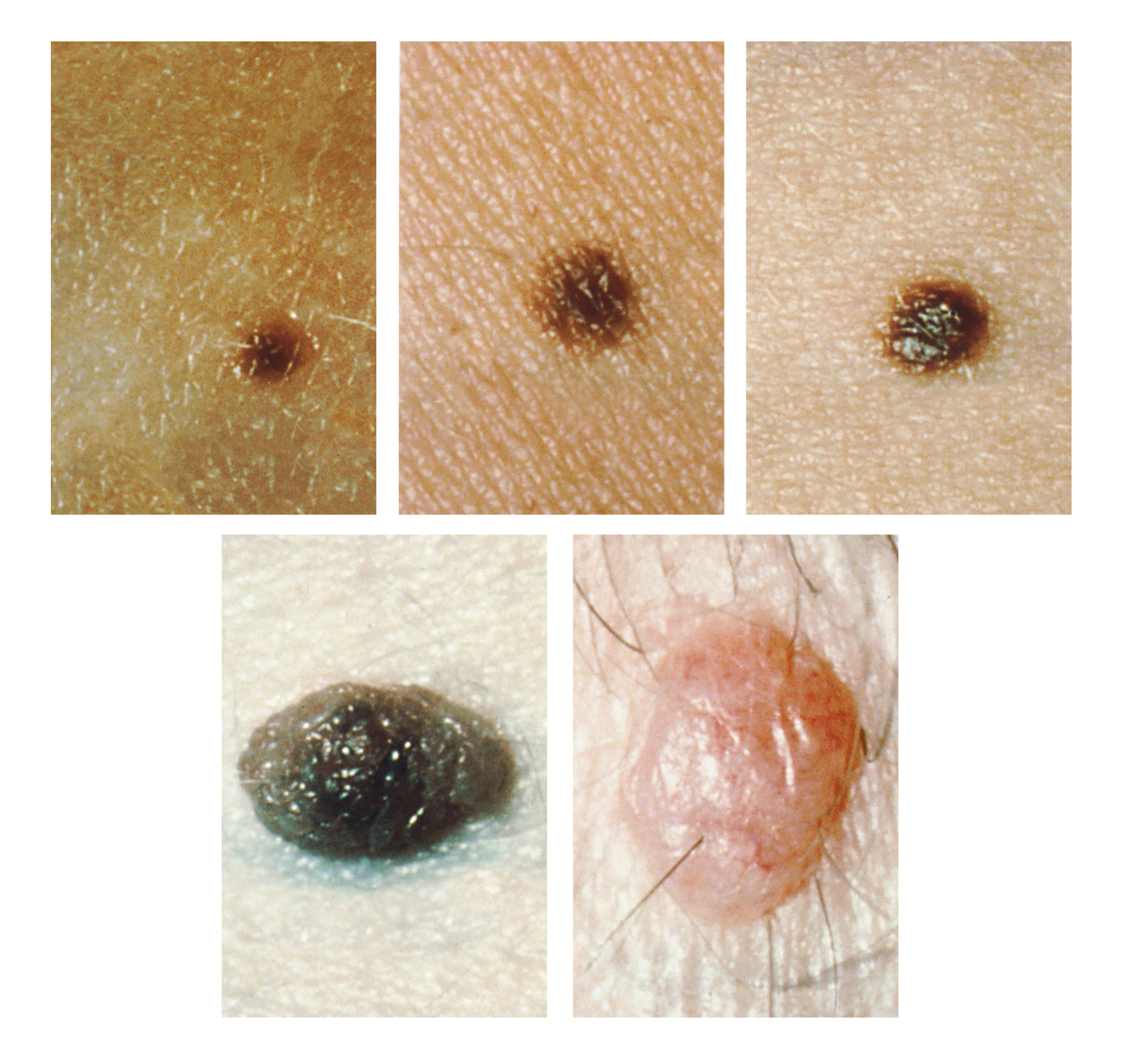
Nei

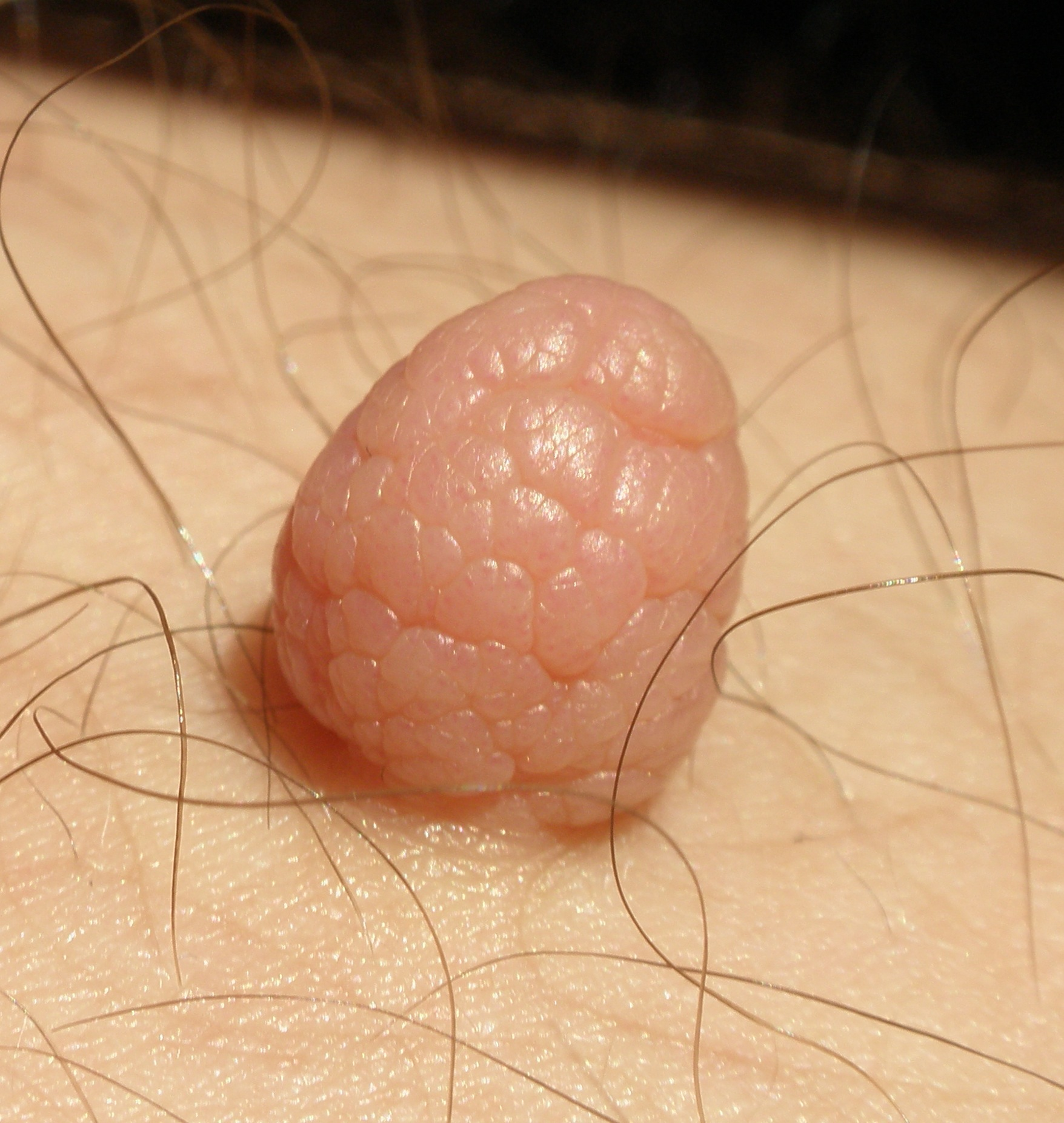
Fibroma

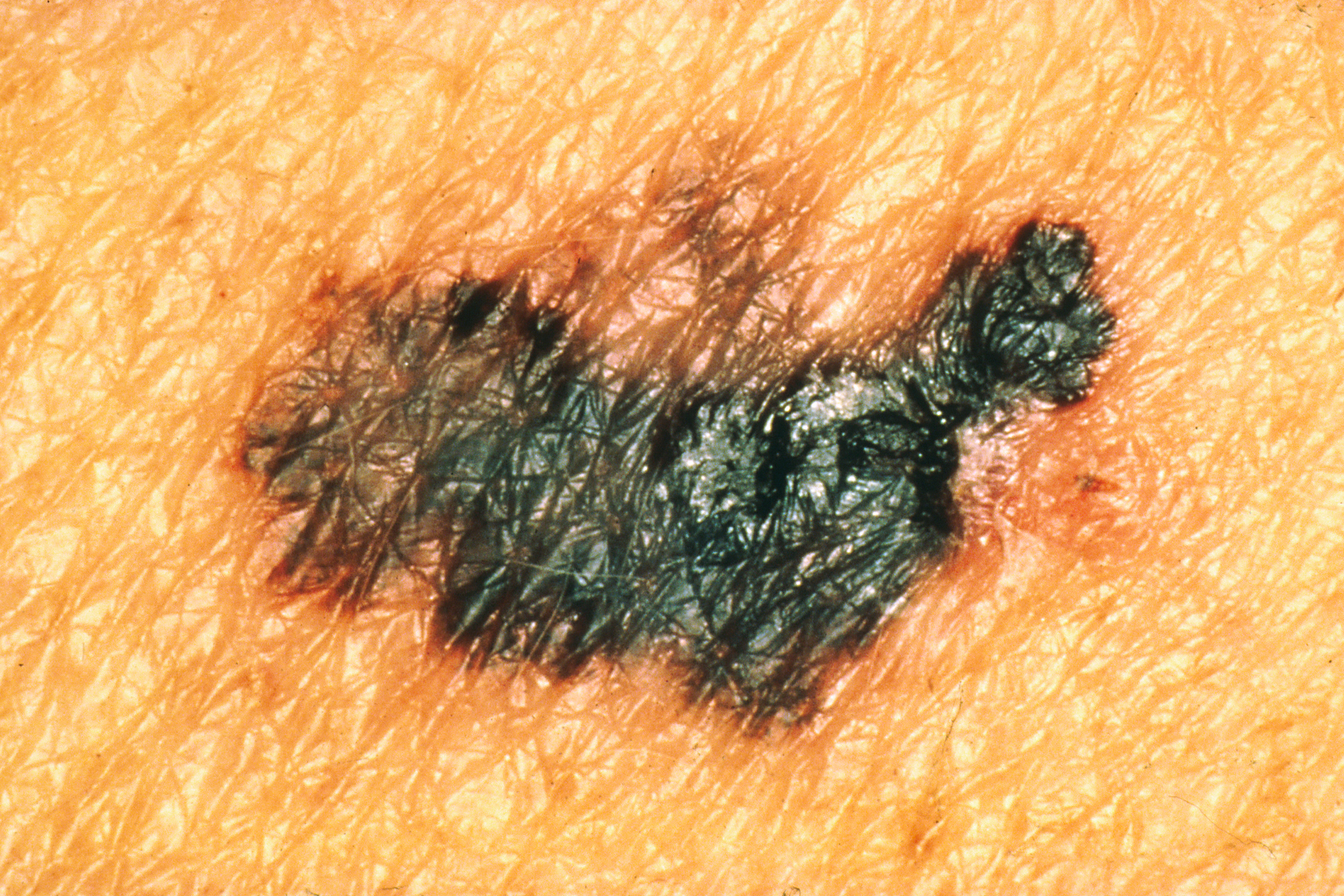
Melanoma

Carcinoma a cellule squamose

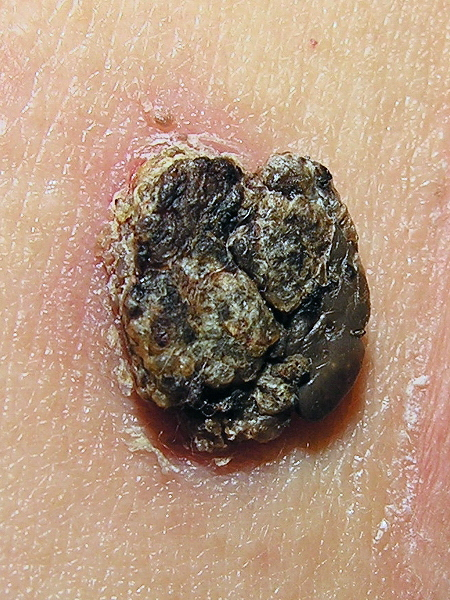
Cheratosi seborroica

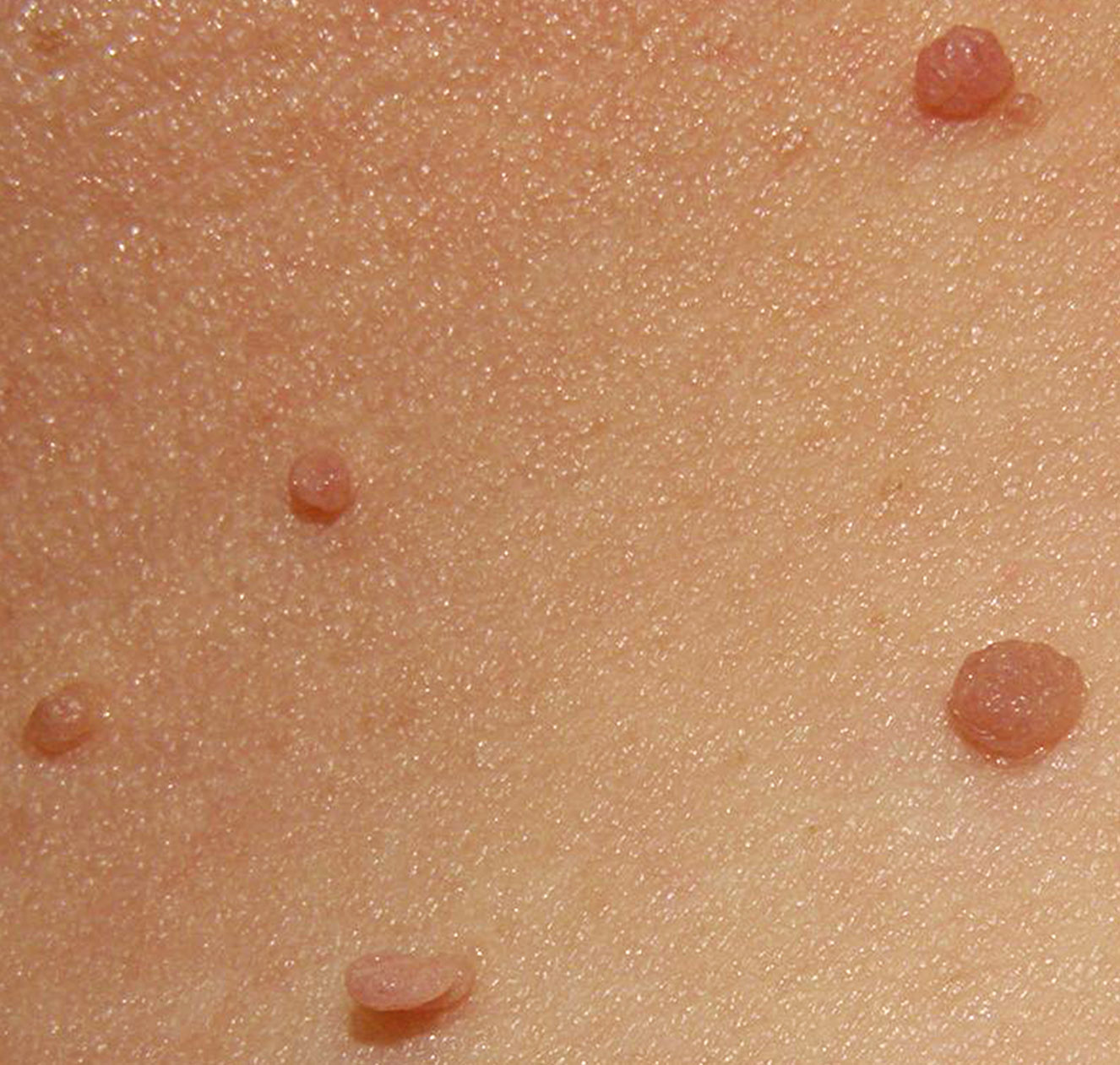
Fibroma pendulo (acrochordon)

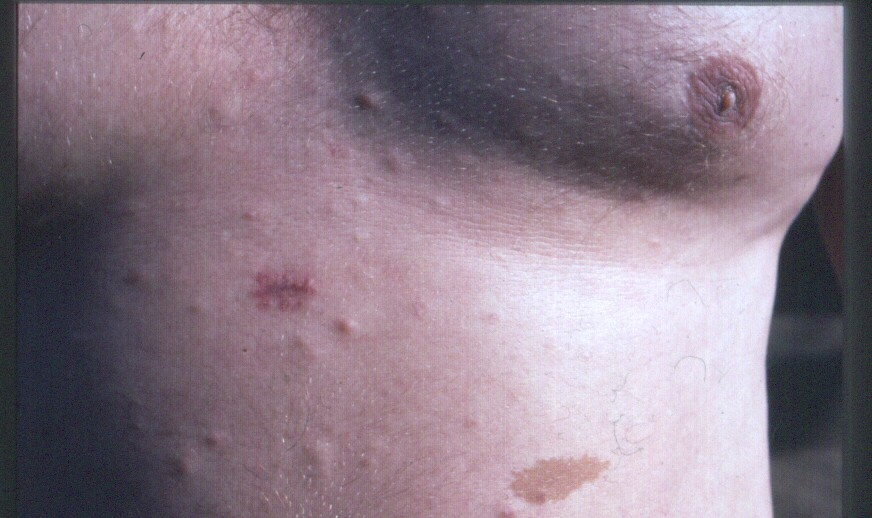
Neurofibromatosi

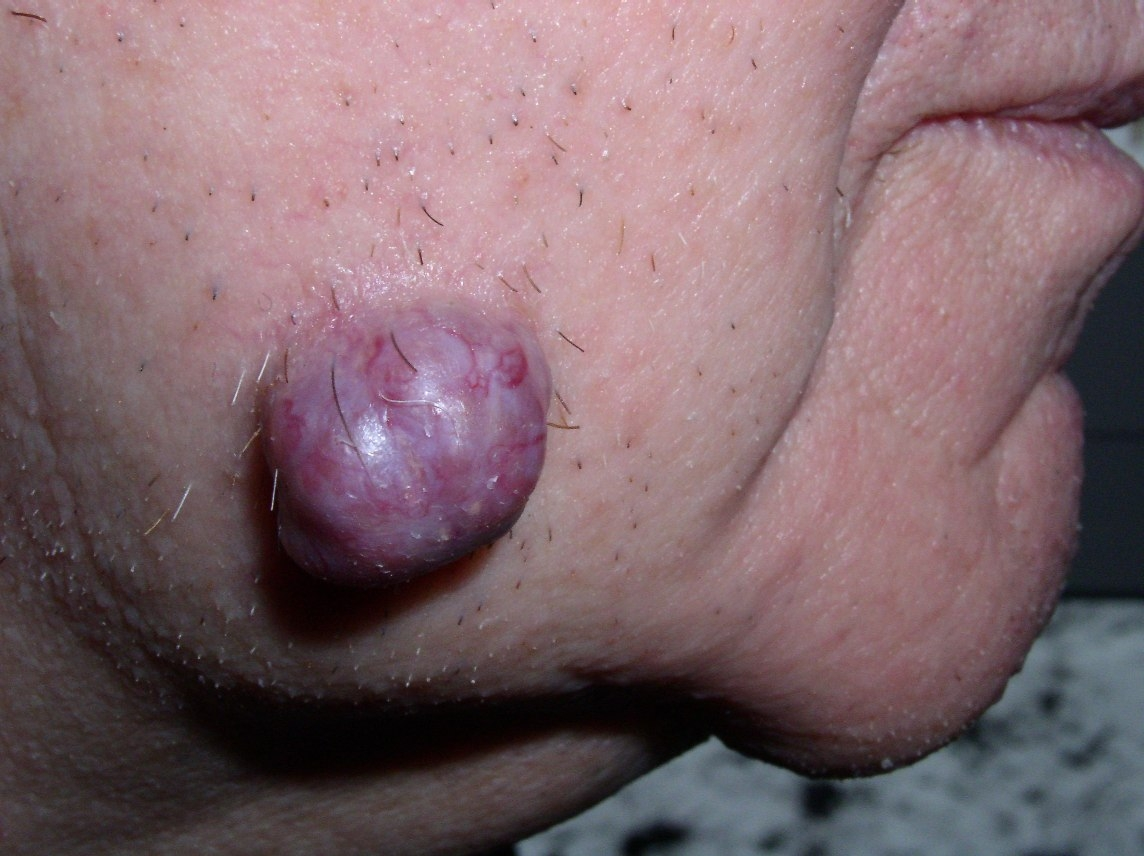
Idradenoma

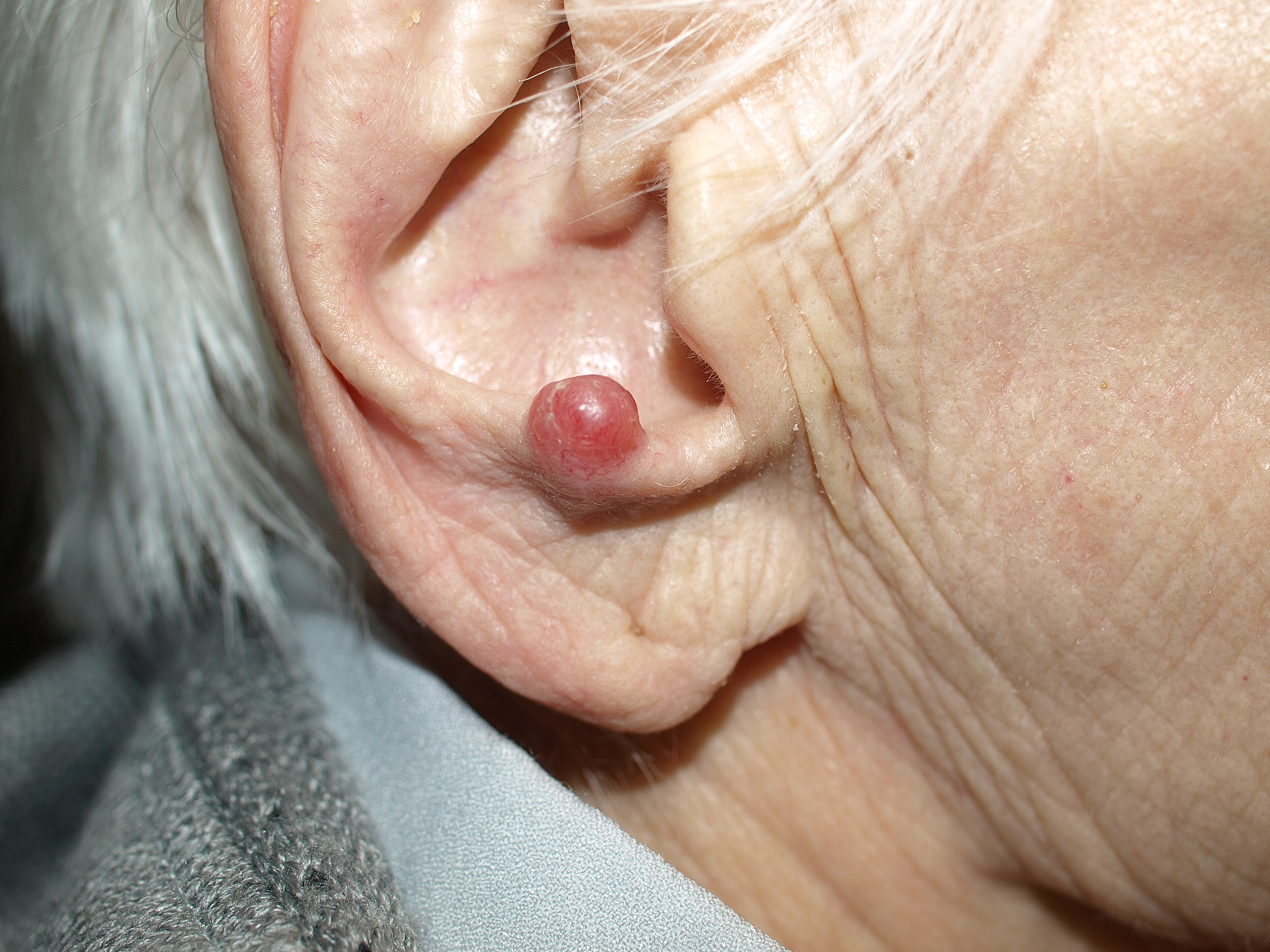
Carcinoma a cellule di Merkel

## Classificazione
La classificazione dei tumori cutanei può seguire diversi criteri 
- Criterio comportamentale (neoplasie benigne e maligne)
- Criterio istogenetico (tessuto di origine) con caratteristiche immunoistochimiche
- Criterio istologico (morfologia cellulare e tissutale)
- Criterio anatomo-morfologico (es. noduli, forme polipoidi, cisti, ecc.)
- Criterio topografico (sede di origine)
- Criterio funzionale (funzione conservata o perduta).

Esiste un sostanziale consenso sui criteri di classificazione topografica e istogenetica redatti in sede OMS che hanno portato all'inserimento dei tumori cutanei nel ICD-O, l'International Classification of Diseases for Oncology.

### Classificazione istogenetica

#### Tumori cheratinocitici
I tumori cheratinocitici derivano dai cheratinociti epidermici e annessiali. Si manifestano con un ampio spettro di lesioni cutanee sia benigne sia maligne. Alcune particolarmente aggressive e portate alla metastasi. I tumori cheratinocitici sono molto frequenti e, nonostante il loro basso tasso di mortalità, pongono un significativo problema di salute pubblica. Il principale fattore eziologico è la radiazione solare che può causare alterazioni del DNA e mutazioni nel gene TP53, soppressore del tumore. Rientrano in questa classe le verruche, proliferazioni epidermiche prodotte da infezioni virali (es. papilloma virus).
- Carcinoma basocellulare (superficiale, nodulare, micronodulare, infiltrante, ficroepiteliale, con differenziazione annessiale, cheratosico, basocamico e altre varianti)
- Carcinoma spinocellulare (acantolitico, verrucoso, pseudovascolare, adenosquamoso e altre varianti)
- Malattia di Bowen, papulosi Bowenoide
- Verruca (vulgaris, plantaris, plana)
- Cheratosi (attinica, PUVA, arsenica)
- Acantoma (epidermolitico, acantolitico, melanoacantoma, cheratoacantoma, grande acanto, tumore di Degos e altre varianti)
- Lentiggine (Lentigo simplex).

#### Tumori melanocitici
I tumori melanocitici della pelle includono una grande varietà di neoplasie benigne e maligne con profili clinici, morfologici e genetici anche molto diversi tra loro. Da un punto di vista clinico e dell'impatto sulla salute pubblica, i melanomi maligni sono il gruppo più importante. Il melanoma sebbene sia meno comune del carcinoma basocellulare e del carcinoma spinocellulare, ha un esito molto più frequentemente fatale, a causa della intrinseca tendenza a diffondersi con una metastasi per via linfatica ed ematica. Il principale fattore di rischio è l'esposizione ad alte dosi di radiazioni UV, spesso in combinazione con fattori endogeni, in particolare con la suscettibilità genetica. Il melanoma colpisce prevalentemente i soggetti con pelle chiara. Negli ultimi anni si è visto un aumento nel tasso di incidenza (nuovi casi).
- Melanoma (diffuso superficiale, nodulare, lentigo maligna, acral-lentiginoso, desmoplastico, neurotropico, da naevus blu, che si manifesta nei nevi congeniti giganti, infantile, persistente con metastasi locale, nevoide e altre varianti)
- Neo, nevo, naevus (melanocitico e melanocitico congenito, superficiale, blu, comune, mongolico, di Ito, di Ota, combinato, profondo, acrale, genitale, di Meyerson, ricorrente, di Spitz, di Reed, di Sutton)[8].

#### Tumori annessiali
I tumori annessiali sono neoplasie la cui differenziazione deriva da uno o da più annessi cutanei: dal follicolo pilifero, dalle ghiandole sudoripare (eccrine e apocrine), dalle ghiandole sebacee. Molti di questi tumori benigni ha una controparte maligna.
Tumori maligni con differenziazione apocrina ed eccrina (carcinoma tubolare, carcinoma annessiale microcistico, tumore misto maligno, porocarcinoma, spiradenocarcinoma, idradenocarcinoma, carcinoma mucino, carcinoma papillare digitale, carcinoma cistico adenoide, carcinoma apocrino, malattia di Paget del capezzolo ed extramammaria)
Tumori benigni con differenziazione apocrina ed eccrina (idrocistoma, siringoma, poroma, siringendofibroadenoma, idradenoma, spiradenoma, cilindroma, adenoma papillare tubolare e tubolare, siringocistadenoma papillifero, idradenoma papillifero, tumore misto (siringoma condroide)
Tumori maligni con differenziazione follicolare:
- Carcinoma pilomatrico
- Carcinoma trichilemmale

Tumori benigni con differenziazione follicolare: 
- Acantoma della guaina pilare
- Amartoma follicolare basaloide
- Cheratosi follicolare invertita
- Cisti eruttiva dei capelli vellus
- Fibrofolliculoma
- Fibroma perifollicolare
- Infundibuloma
- Linfoadenoma cutaneo
- Nevo comedonico
- Nevo del follicolo pilifero
- Pilomatricoma
- Poro dilatato
- Trichilemmoma
- Tricoadenoma
- Tricoblastoma
- Tricodiscoma
- Tricoepitelioma
- Tricoepitelioma desmoplastico
- Tricoepitelioma solitario gigante
- Tricofolliculoma

Tumori con differenziazione sebacea (carcinoma sebaceo, adenoma sebaceo, sebaceoma, tumore cistico sebaceo).

#### Tumori ematolinfoidi
Il linfoma può coinvolgere la pelle come sito primario e unico oppure può diffondersi sulla pelle come sito secondario. Alcuni linfomi cutanei possono assomigliare morfologicamente ai linfomi dei linfonodi, pur avendo fenotipo, genotipo e comportamento clinico sostanzialmente diversi, suggerendo che rappresentino entità indipendenti. Il linfoma follicolare cutaneo mostra tali differenze fondamentali dal linfoma follicolare nodale. Alcuni linfomi, come la micosi fungoide, sono presenti solo nella pelle e mai nei linfonodi o in altri siti extranodali. Alcuni linfomi cutanei presentano un comportamento clinico diverso dalle loro controparti nodali, nonostante abbiano fenotipo e genotipo apparentemente analoghi.
- Linfomi dei linfociti T
  - Micosi fungoide (follicolotropica, granulomatosa, siringotropica, reticulosi pagetoide)
  - Sindrome di Sézary
  - Granulomatosi con cute lassa
  - Disordini linfoproliferativi cellule T e CD30positivi (papulosi linfomatoide, linfoma a grandi cellule anaplastico)
  - Linfoma a cellule T simile a panniculite sottocutanea
  - Linfomi cutanei dei linfociti T non specificati (epidermotrofico aggressivo, citotossico CD8positivo, cellule piccole e medie CD4positivo, delle cellule gamma-delta[14])
  - Leucemia/linfoma cutaneo dei linfociti T CD4positivi dovuto al virus HTLV-1
  - Linfoma extracellulare NK / T, cosiddetto "nasale"
  - Linfoma T idroa vacciniforme simile
  - Coinvolgimenti cutanei in linfomi T extracutanei (Linfoma a cellule grandi anaplastico sistemico, Linfoma a cellule T angioimmunoblastiche]
- Linfomi dei linfociti B
  - Linfoma a zona marginale
  - Linfoma follicolare (diffuso a grandi cellule B)
  - Linfoma a cellule B diffuso (cutaneo, tipo gambe, a cellule T/istiociti, plasmablastico)
  - Linfoma a cellule B di grandi dimensioni intravascolari
  - Granulomatosi linfomatosa
  - Coinvolgimenti cutanei in linfomi B extracutanei ( mantellare, di Burkitt, Leucemia linfocitaria cronica, )
  - Linfoma Hodgkin
  - Linfoma blastico a cellule NK
  - Leucemia linfoblastica acuta, leucemia/linfoma linfoblastica precursori T-B
  - Coinvolgimento cutaneo da leucemia mieloide
  - Pseudolinfoma cutaneo, infiltrati linfoidi della pelle che imitano il linfoma
  - Parapsoriasi (a piccole placche "Brocq", a grandi placche con o senza poichilodermia)
- Istiocitosi a cellule di Langerhans (malattia di Letterer Siwe, malattia di Hand-Schüller-Christian, malattia di Hashimoto–Pritzker, granuloma eosinofilico)
- Istiocitosi cellulare indeterminata
- Istiocitosi sinusale con linfadenopatia massiva (malattia di Rosai-Dorfman)
- Xantogranuloma giovanile
- Reticolosistiocitosi
- Mastocitosi.

#### Tumori del tessuto molle
La maggior parte dei tumori del tessuto molle sono benigni, con una prevalenza in rapporto 100 a 1 con quella dei tumori maligni del tessuto molle. Sono stati istologicamente identificati oltre 50 sarcomi del tessuto molle, molti dei quali hanno più di un sottotipo. Il loro comportamento può andare da indolente a molto aggressivo, con una conseguente variazione del tasso di sopravvivenza, dipendente dal tipo istologico, dalla gravità e, a volte, dalla genetica. Nel complesso la sopravvivenza dopo 5 anni è di circa il 65-75%. In generale, i sarcomi cutanei o sottocutanei hanno un esito più favorevole di quelli situati in profondità.
- Tumori vascolari (emangioma infantile, emangioma a ciliegia,"hobnail", sinusoidale, glomeruloide, microvenulare, iperplasia angiolinfoide con eosinofilia, delle cellule del mandrino, a ciuffi, angiomatosi bacillare, angioendoteliomatosi reattiva, emangioma verrucoso, granuloma piogenico, emangioma cavernoso, angiocheratoma, emangioma arteriovenoso, angiosarcoma cutaneo)
- Tumori linfatici (linfangioma circoscritto, progressivo, linfandiomatosi)
- Tumori derivati da muscoli lisci e scheletrici (amartoma muscolare liscio, leiomioma pilare, leiomiosarcoma cutaneo, amartoma rabdomiomaoso mesenchimiale)
- Tumori fibrosi, fibroistiocitici e istiocitici (cheloide, cicatrici ipertrofiche, dermatomiofibroma, miofibromatosi infantile, cisti mucoide digitale, fibrocheratoma digitale, fibroma pleomorfico, fibroblastoma a cellule giganti, dermatofibrosarcoma protuberante, dermatofibroma)

#### Tumori neurali
I tumori neurali cutanei rappresentano una piccola ma importante parte delle neoplasie cutanee del tessuto molle. La loro istogenesi è concettualmente analoga a quella di tumori del tessuto molle profondo o viscerali.
- Neuroma spontaneo (incapsulato, traumatico)
- Tumori neuroectodermici primitivi / sarcoma di Ewing
- Neurotecheoma
- Carcinoma delle cellule di Merkel
- Tumore a cellule granulari

## Sindromi tumorali ereditarie
Lo studio delle sindromi familiari del cancro ha portato alla scoperta di geni chiave che sono importanti non solo per la comprensione del meccanismo di suscettibilità genetica ma anche per acquisire nuove conoscenze sui percorsi genetici e sui segnali biochimici nei tumori sporadici. Le ricerche su una malattia rara della pelle, lo Xeroderma pigmentoso, hanno portato alla scoperta di 7 geni coinvolti nel percorso di riparazione delle escissioni nucleotidiche e nella riparazione del DNA. Gli studi di questi casi ereditari hanno permesso di comprendere il meccanismo della riparazione del DNA nella popolazione generale. Infine, l'analisi approfondita dell'attività di questi geni in grado di ostacolare l'insorgenza del tumore possono permettere di definire una sottopopolazione di individui a rischio più elevato di sviluppare i tumori in differenti organi.
- Melanoma cutaneo familiare
- Xeroderma pigmentoso
- Sindrome del carcinoma basocellulare nevoide (sindrome di Gorlin)
- Sindrome di Cowden
- Complesso di Carney.

istologia di alcuni tumori cutanei
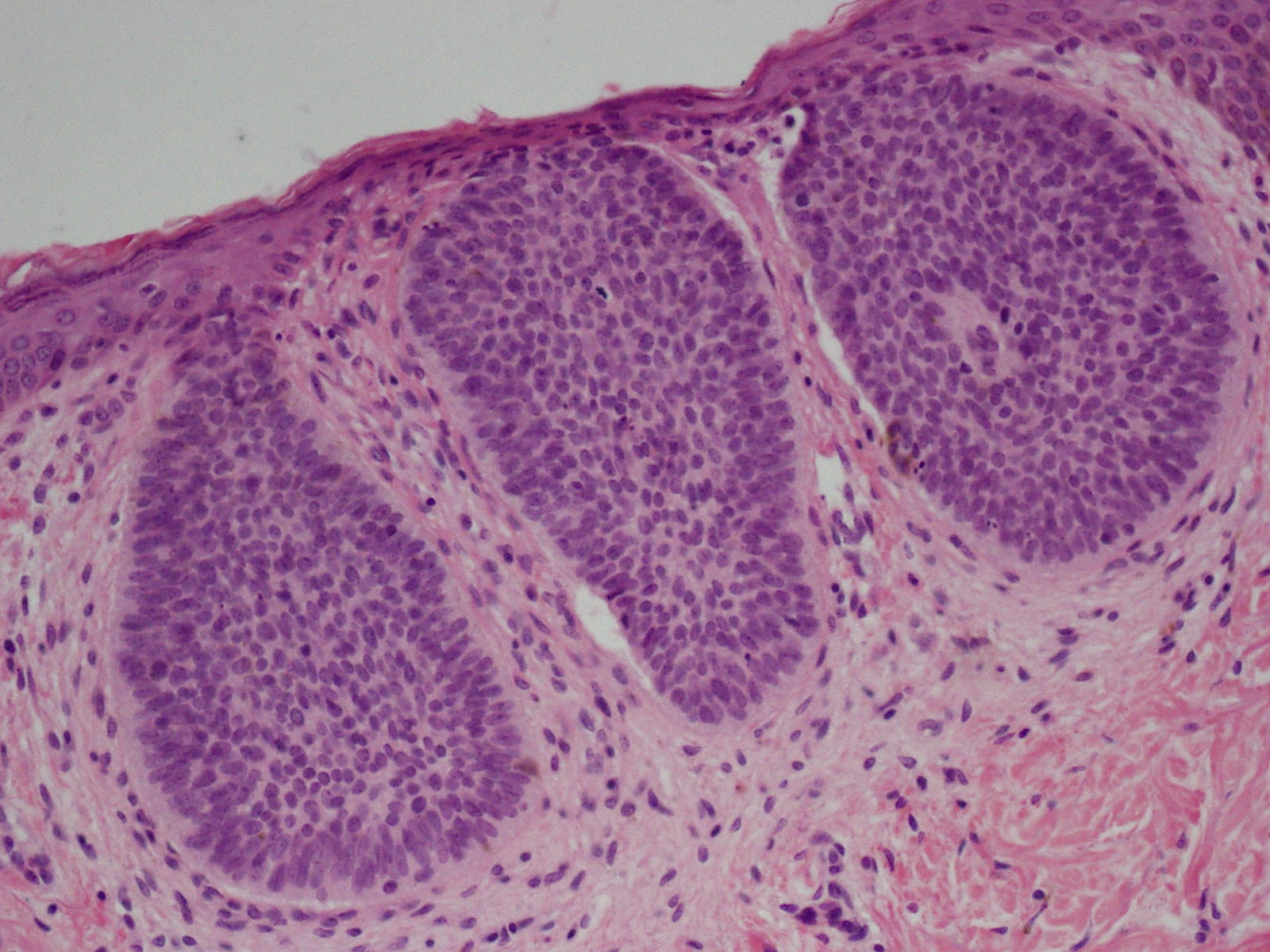
Carcinoma (epithelioma) basocellulare superficiale
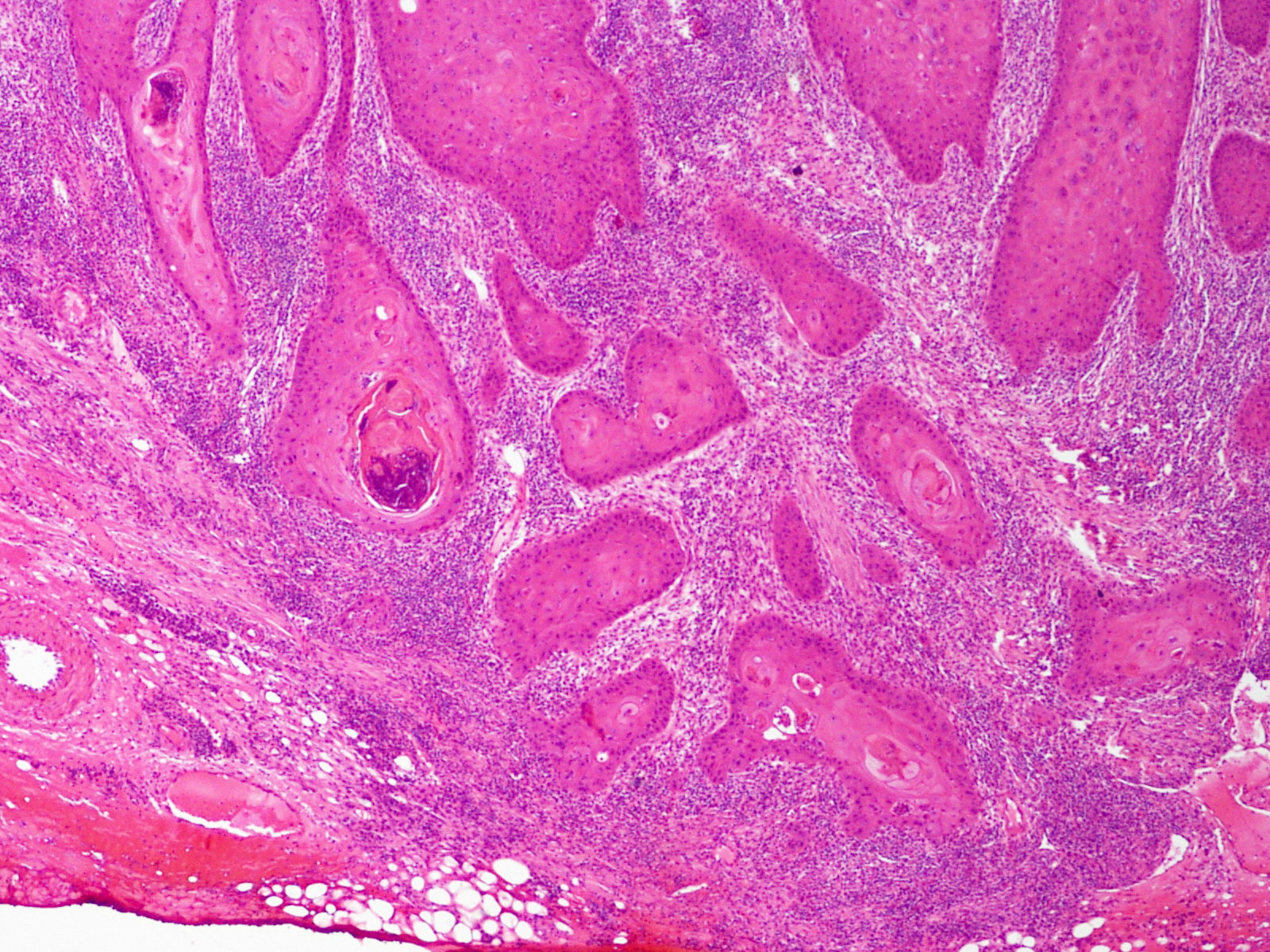
Cheratoacantoma
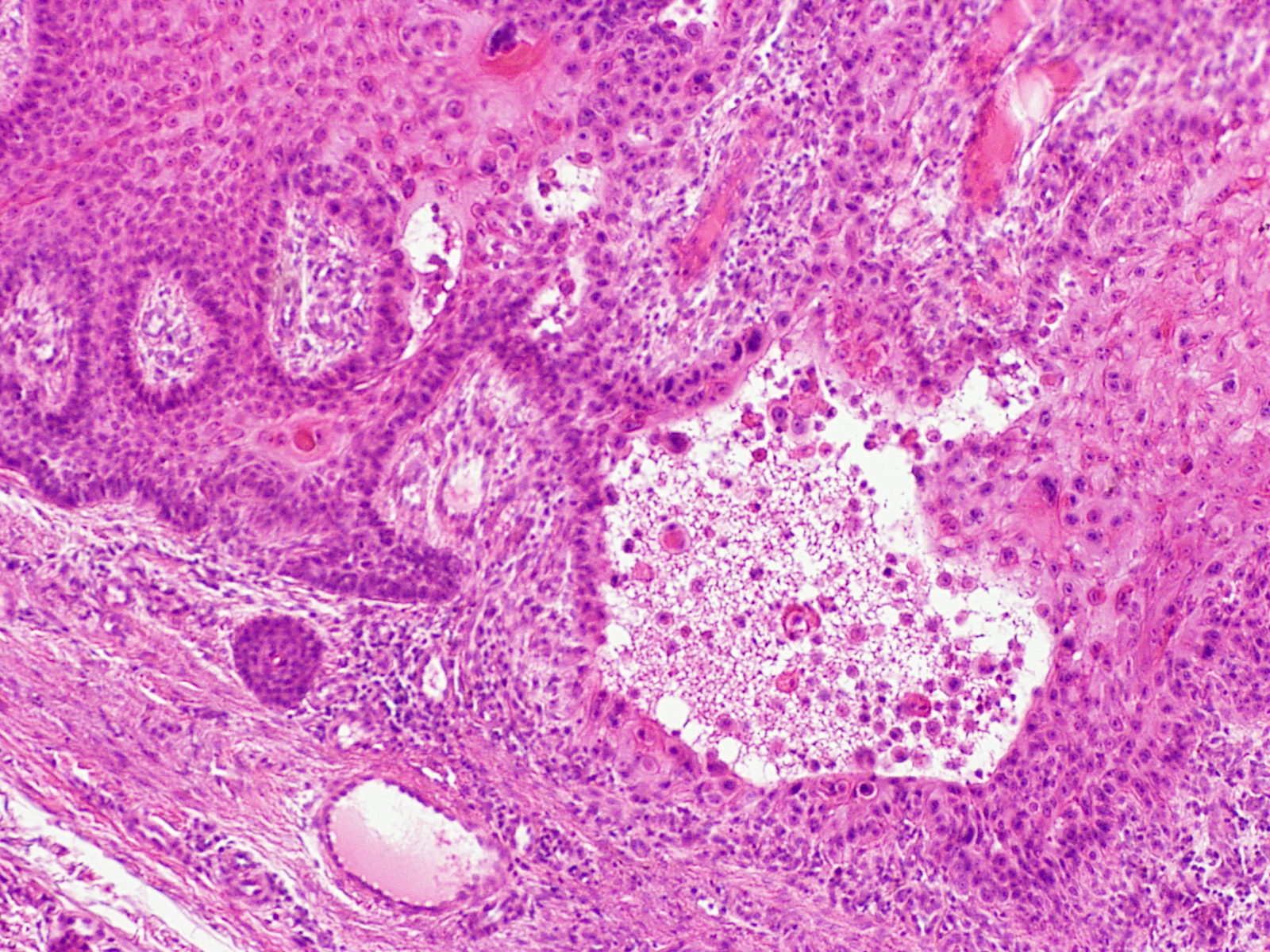
Cheratosi attinica precancerosa
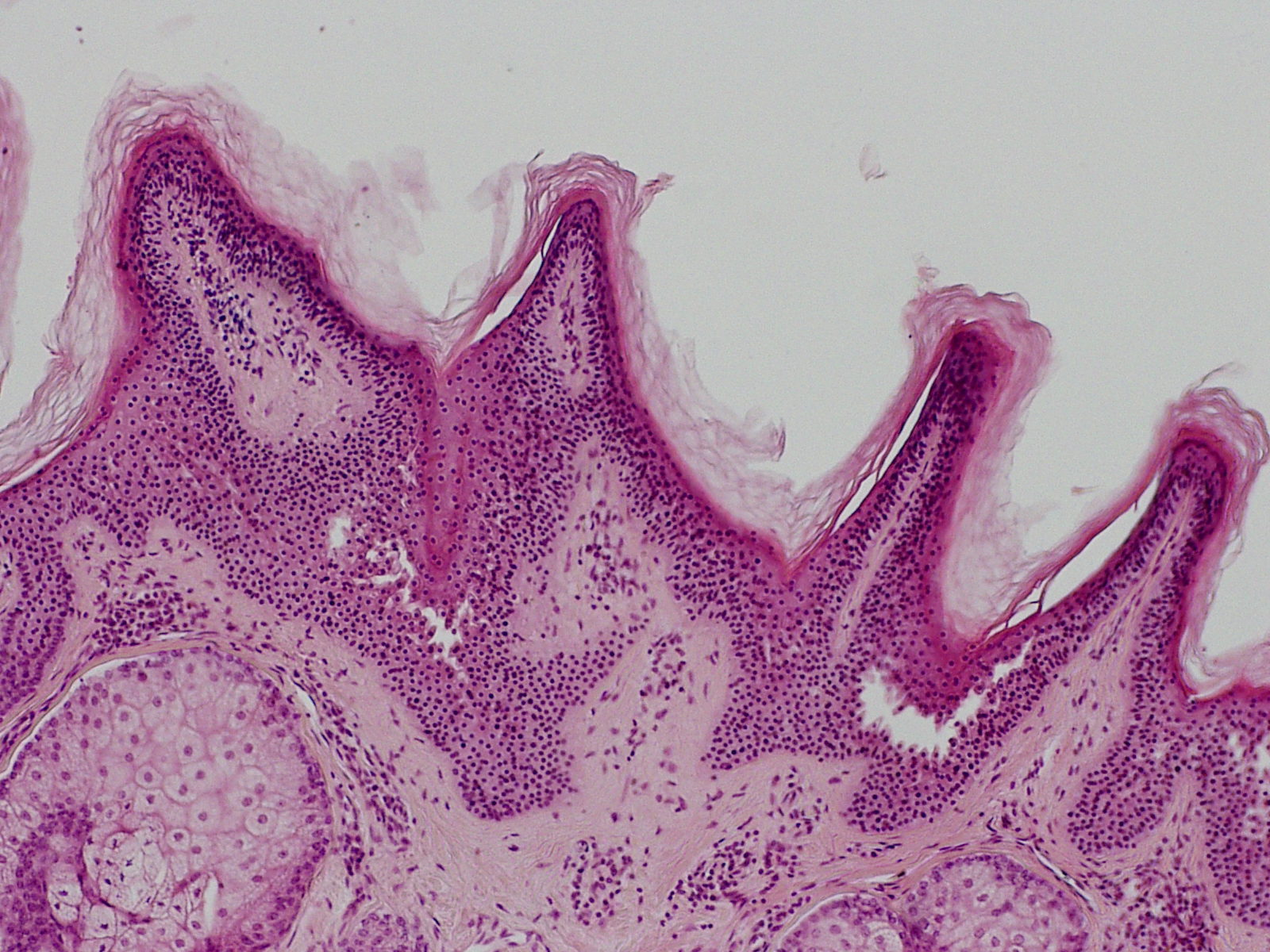
Nevo epidermico lineare
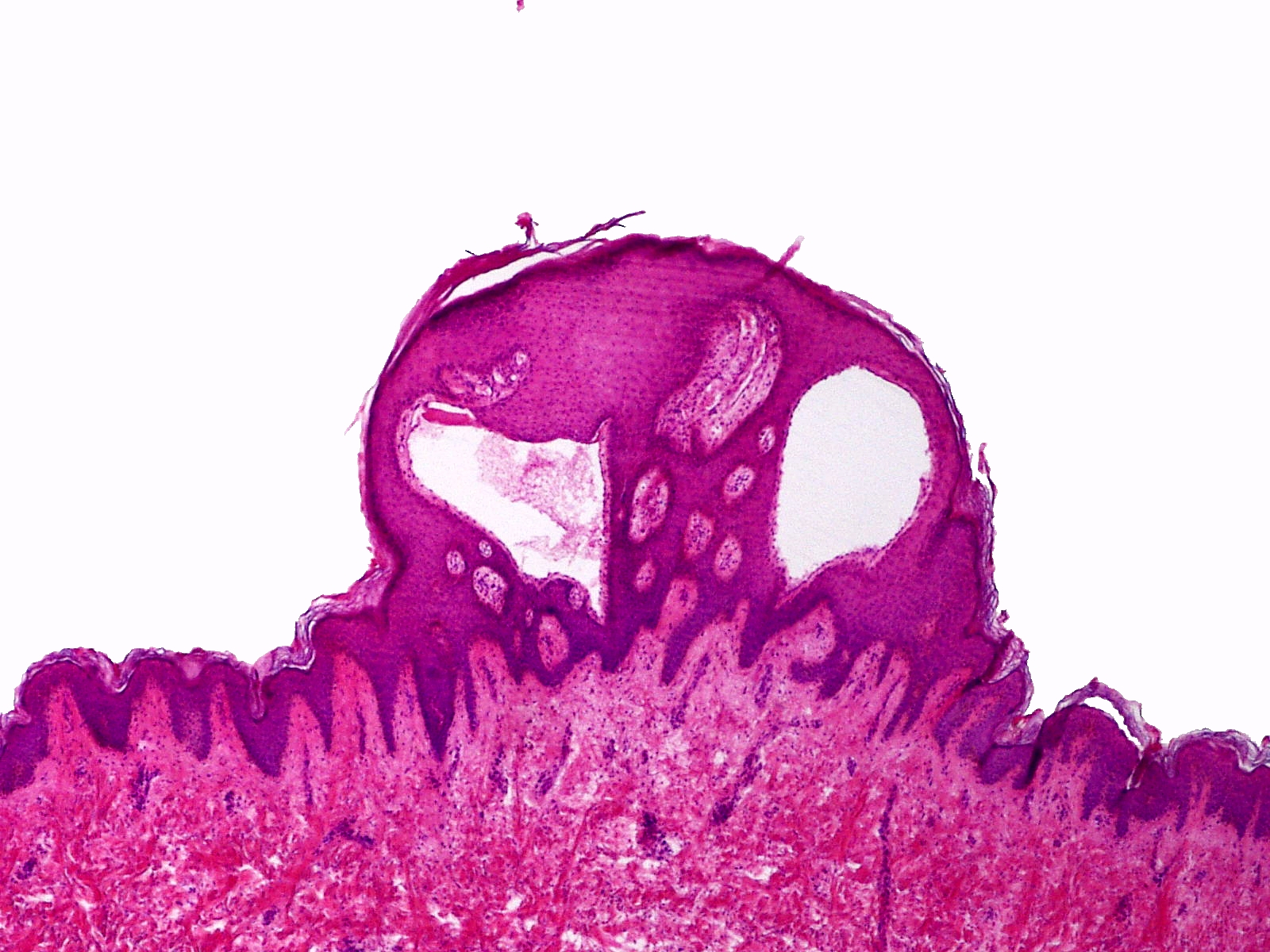
Linfangioma cincoscritto
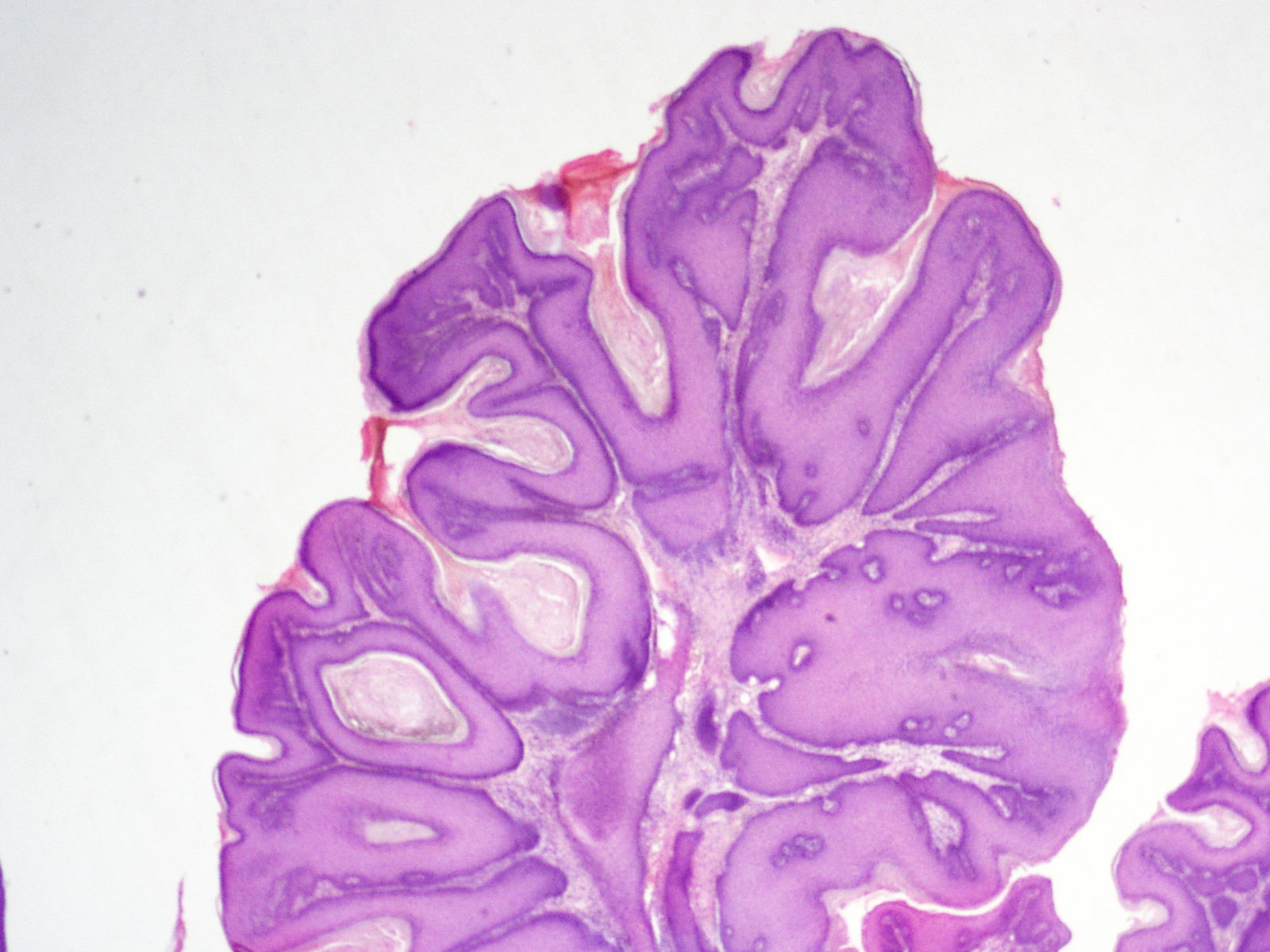
Nevo epidermico papillomatoso
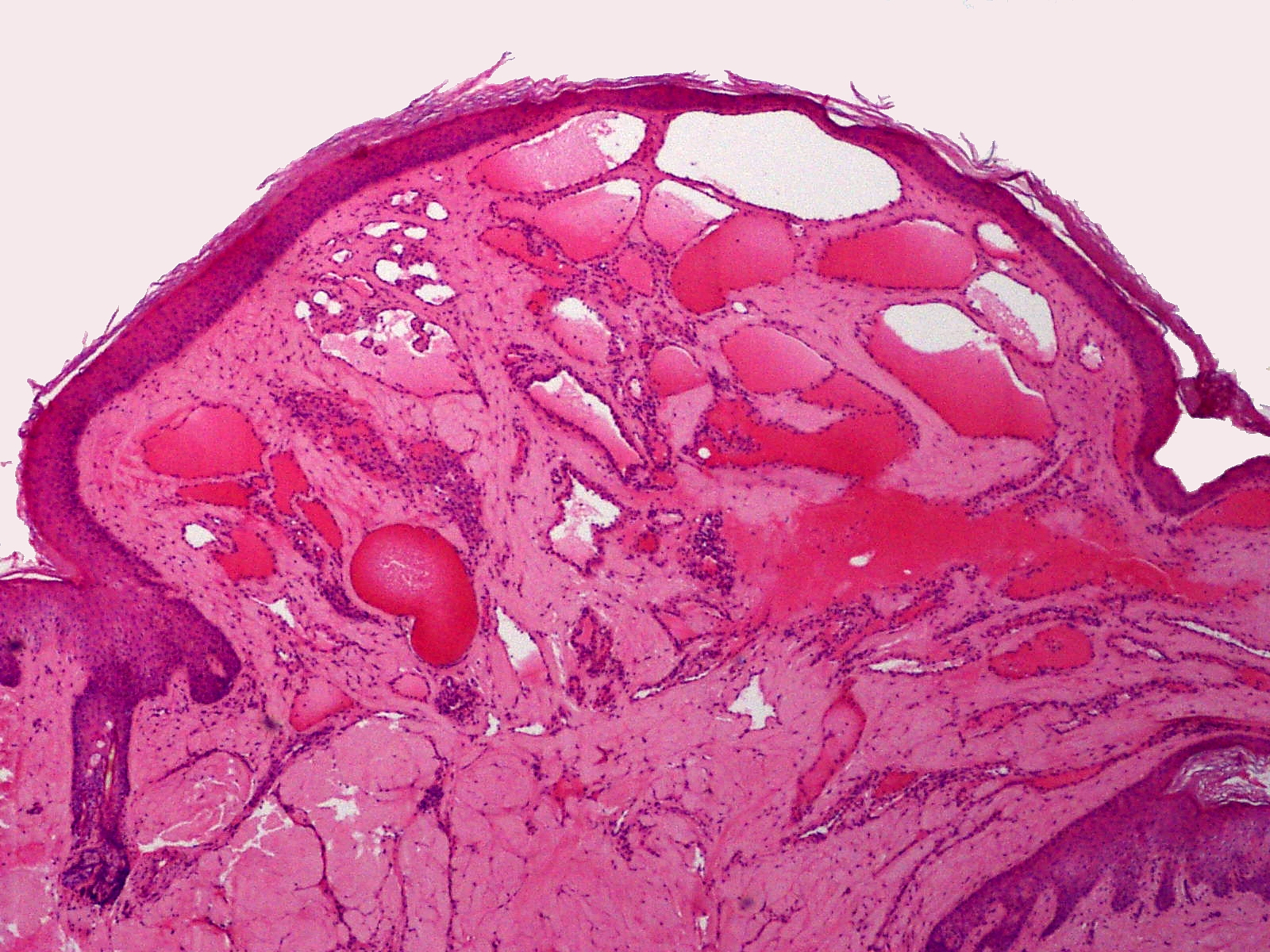
Emangioma verrucoso
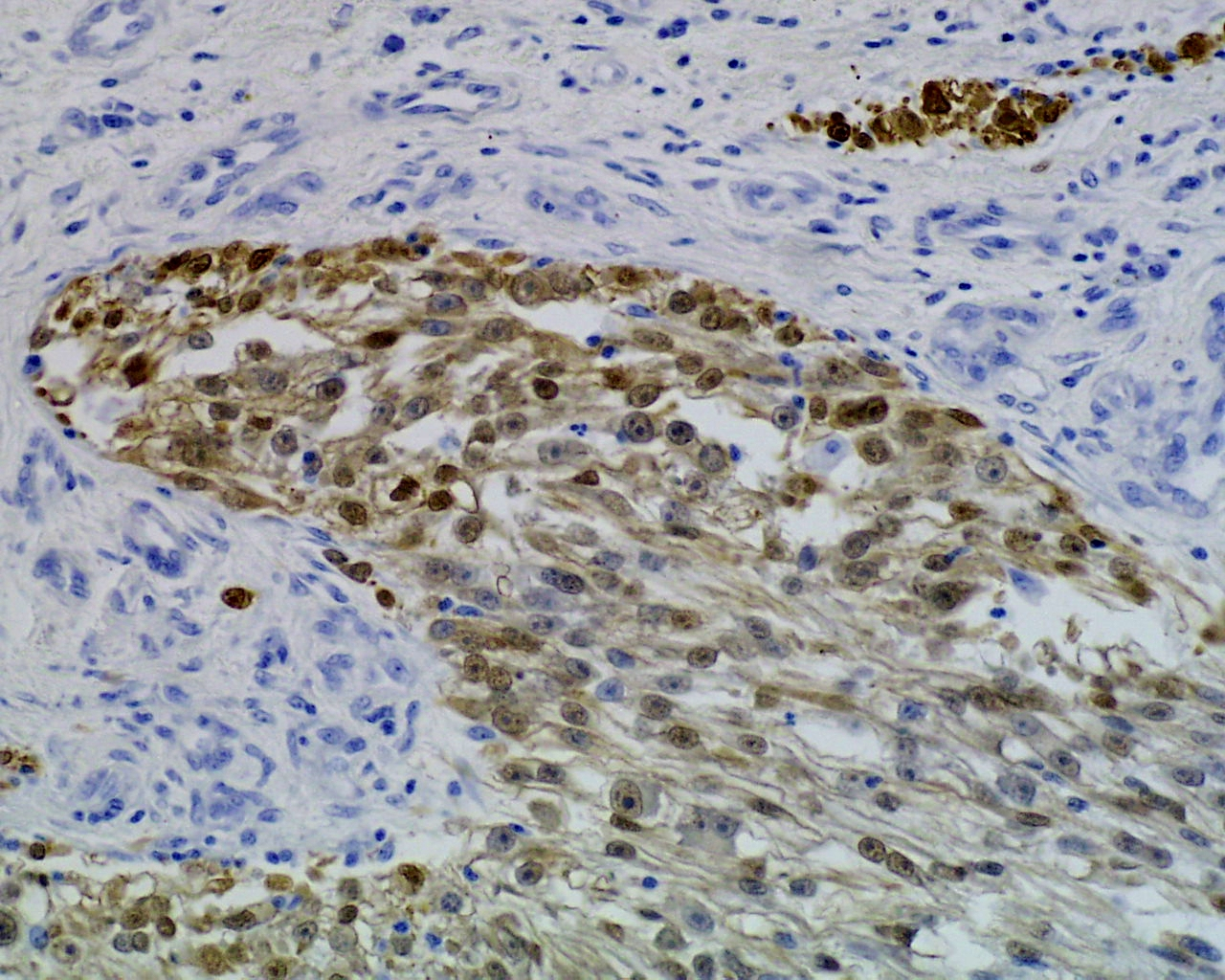
Melanoma a cellule chiare